# 전위거리 타워
전위거리 타워(영어: Jonwi Street Tower)는 조선민주주의인민공화국 평양시에 위치한 아파트(살림집)는 지상 80층이다.

## 내부 시설
| 층수       | 용도      |
| ---------- | --------- |
| 1층 ~ 80층 | 아파트 등 |

## 같이 보기
- 조선민주주의인민공화국의 마천루 목록
- 평양시의 마천루 목록